# エンマ・カーリンスドッテル

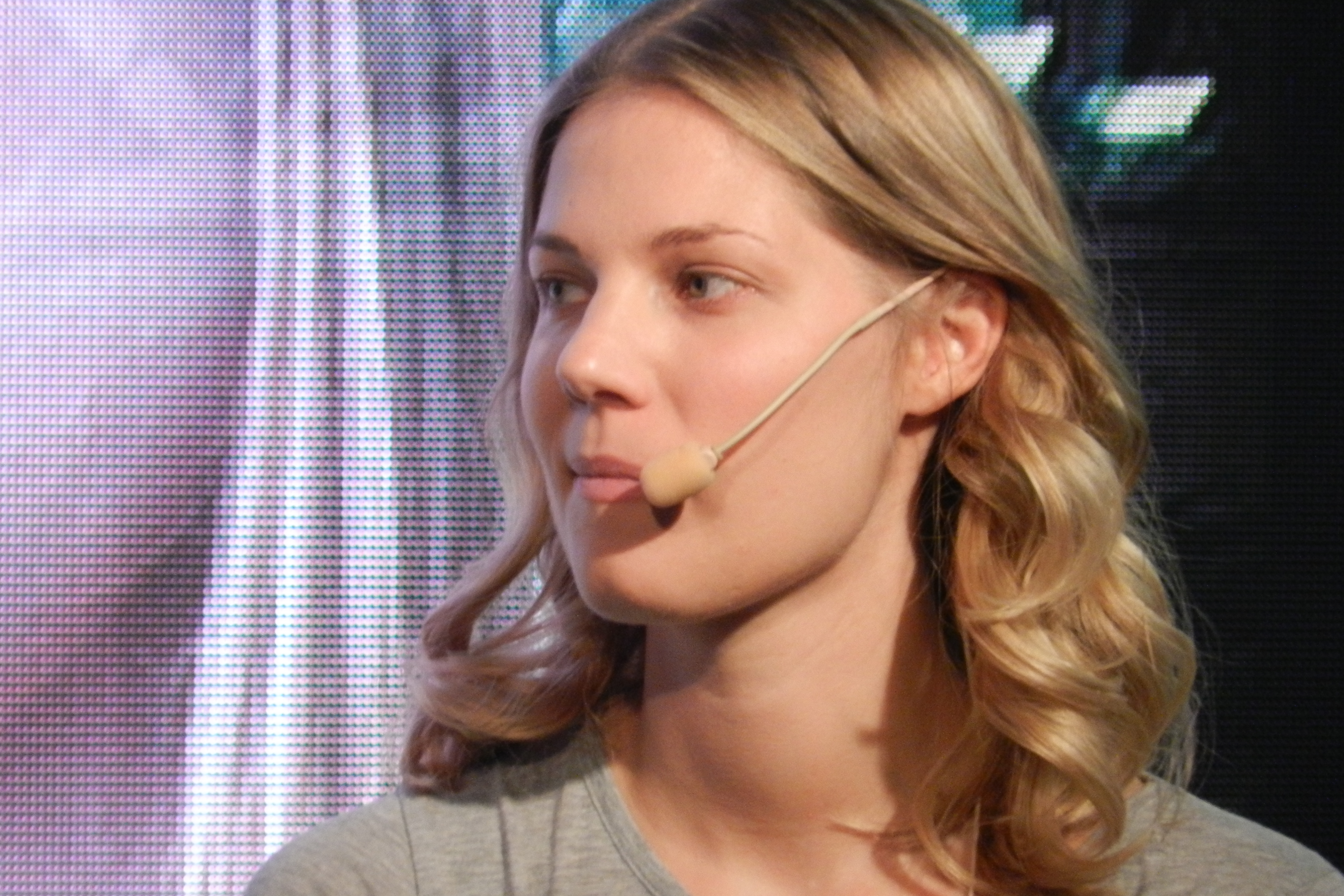
グーテンベルグ・ブックフェア2023でのエンマ・カーリンスドッテル

エンマ・カーリンスドッテル（本名はカールソン）は、ブレーキンゲ地方ロンネビューで1985年11月28日に生まれたスウェーデンの作家。 
エンマ・カーリンスドッテルはロンネビューで幼少期を過ごした。スクルプのライティング講座（2013～2015年）とルンド大学の作家養成コース（2015～2017年）で学んだ。2014年に「そして天は落ちるだろう、天は落ちるだろう、あなたが私に触れると天は落ちるだろう（Och himlarna ska falla himlarna ska falla himlarna ska falla när du rör vid mig）」で作家デビューした。2017年に「リスベットとサンバキング（Lisbet och Sambakungen）」（イラストはハンナ・グスタフソン）を出版し、これがカーリンスドッテルの児童文学のデビュー作となった。2019年に三冊目の本、中世を舞台にした悲しい冒険小説で、箱の中に亡くなった母の世界に繋がる入り口を見つける11歳のティグリスの物語である「千の星の島（Tusen stjørners ö）」が出版された。「千の星の島」は2019年に子供向けラジオの文学賞（Barnradion  bokpris）の候補になった。「千の星の島」の翻訳権は、ロシア、ノルウェー、エストニア、中国、ベトナム、チェコに販売されたとサロモンソン・エージェンシーが発表した。

## 作品
- 2014年 - そして天は落ちるだろう、天は落ちるだろう、あなたが私に触れると天は落ちるだろう（Och himlarna ska falla himlarna ska falla himlarna ska falla när du rör vid mig）[5]、 Sadura出版社
- 2017年 - リスベットとサンバキング（Lisbet och Sambakungen）[6]、イラスト ハンナ・グスタフソン 、ボンニエ・カールソン出版社（日本語訳書籍「おばあちゃんがヤバすぎる！」、静山社[7]）
- 2019年- 千の星の島（Tusen stjørners ö）[4]、表紙 カトリーナ・ストレムゴード（Katarina Strömgård）、ボンニエ・カールソン出版社
- 2020年 - リスベットとサンバキング：人生の厳しい学校（Lisbet och Sambakungen: Livets hårda skola）[8]、 イラスト アグネス・ヤコブソン（Agnes Jakobsson）, Bonnier Carlsen 2020.